# Natsuko
Natsuko ist ein weiblicher japanischer Vorname.

## Namensträgerinnen
- Natsuko Abe (* 1982), japanische Biathletin
- Natsuko Doi (* 1979), japanische Snowboarderin
- Natsuko Hara (* 1989), japanische Fußballspielerin
- Imamura Natsuko (* 1980), japanische Schriftstellerin
- Natsuko Naka (* 1974), japanische Skeletonpilotin